# Mamma Mia! (livro)
Para outros significados, veja Mamma Mia (desambiguação).
Mamma Mia! é um livro que conta a história do musical homônimo, bem como a história do grupo ABBA. Depois de Made in Suécia: O Paraíso Pop do ABBA, é o segundo livro sobre o ABBA escrito pelo jornalista Daniel Couri. Foi lançado no Brasil em agosto de 2011 pela editora Panda Books.